# Gran Turismo 3
Gran Turismo 3 (ook wel Gran Turismo 2000 of Gran Turismo 3: A-Spec of GT3) is een racespel dat alleen op de PlayStation 2 beschikbaar is. Het spel kwam in Europa uit op 20 juli 2001. Het is de opvolger van het spel Gran Turismo 2. Het was het eerste spel uit de Gran Turismo-serie dat op de PlayStation 2 uitkwam. 
Een nieuw element in Gran Turismo 3 was onder andere dat de olie kon worden vervangen. Tijdens het racen is er ook een dagteller en de totale kilometerstand is af te lezen. In het spel zitten ongeveer 150 auto's (in het vorige deel 650). Dit komt doordat er veel meer detail is ten opzichte van Gran Turismo 2. De speler kan racen op 20 verschillende circuits. Dit kunnen bestaande circuits zijn of circuits die zelfs zijn ontworpen door de makers. Ook zijn er rallycircuits.

## Ontvangst
Het spel kreeg in 2001 de titels:
- Beste simulatiespel van het jaar (van 4Players)
- Beste PS2 racespel van het jaar (van GameSpy)

| Beoordeeld door                | Jaar | Score |
| ------------------------------ | ---- | ----- |
| Adrenaline Vault, The (AVault) | 2001 | 100%  |
| Gamezone (Duitsland)           | 2001 | 95%   |
| GameSpot                       | 2001 | 94%   |
| Gaming Target                  | 2001 | 94%   |
| Gamesmania                     | 2001 | 93%   |
| DarkZero                       | 2002 | 91%   |
| Game Informer Magazine         | 2001 | 90%   |
| Game Critics                   | 2001 | 90%   |
| Edge                           | 2001 | 80%   |
| Game Critics                   | 2001 | 75%   |

## Trivia
- Het spel komt voor in het boek 1001 Video Games You Must Play Before You Die van Tony Mott.
- Door toegang te krijgen tot de spelcode in de NTSC-versies, kunnen een Porsche 911 GT3 en Lancia Stratos worden verkregen, die beide uit het spel zijn verwijderd.
- De Lamborghini NOMAD Diablo GT-1 kan worden verkregen in de NTSC-U / C-versie door een cheat-apparaat te gebruiken.
- Door de L1 + R1-knoppen op het "Select Difficulty" -scherm in Single Race in Arcade Mode ingedrukt te houden, is een "Professional" moeilijkheidsgraad beschikbaar in plaats van de "Hard" moeilijkheidsgraad, wat de speler een moeilijkere uitdaging geeft. (10 ronden in plaats van 5, bandenslijtage AAN)
- De geluidseffecten van de menukeuze worden hergebruikt van Gran Turismo 2.
- Gran Turismo 3 is ook de enige Gran Turismo-game met een eigen afzonderlijke rallylicentie.
- Een roze variant van de Toyota Vitz(bekend als "Pink Vitz") werd een internetmeme dankzij Ryan Burton.
- De Suzuki Escudo Pikes Peak is erg beroemd bij spelers omdat het de belangrijkste auto is die wordt gebruikt om de 2.147.483.647 glitch uit te voeren die ervoor zorgt dat het spel crasht bij het bereiken van die snelheid. Het wordt bereikt met specifieke afstemmingsopstellingen die ervoor zorgen dat de auto extreem snel en oneindig gaat rijden en accelereert voordat hij 2147483647 mph (of km/u) bereikt en bevriest. Dit kan ook met de Toyota GT-ONE Race Car.
- Op het stadscircuit van Tokyo R246 bij het kantoorgebouw van Honda kan de speler de beroemde ASIMO robot zien van Honda.